# Xanthorhoe greeni
Xanthorhoe greeni là một loài bướm đêm trong họ Geometridae.